# Clypeodytes roeri
Clypeodytes roeri är en skalbaggsart som beskrevs av Olof Biström 1988. Clypeodytes roeri ingår i släktet Clypeodytes och familjen dykare. Inga underarter finns listade i Catalogue of Life.